# Touquettes
Touquettes település Franciaországban, Orne megyében. Lakosainak száma 75 fő (2022. január 1.). Touquettes Saint-Evroult-Notre-Dame-du-Bois, Le Sap-André, La Trinité-des-Laitiers és La Ferté-en-Ouche községekkel határos.

## Népesség
A település népessége az elmúlt években az alábbi módon változott:
| Lakosok száma | 80   | 87   | 93   | 91   | 91   | 90   | 85   | 80   | 75   |
|               | 2013 | 2015 | 2016 | 2017 | 2018 | 2019 | 2020 | 2021 | 2022 |